# Santa Eulalia de Gállego
Pour les articles homonymes, voir Santa Eulalia.
Santa Eulalia de Gállego est une commune d’Espagne, dans la province de Saragosse, communauté autonome d'Aragon comarque de Hoya de Huesca.